# Bigger Than You
Bigger Than You (stilizzato Bigger > You) è un singolo del rapper statunitense 2 Chainz, pubblicato nel 2018 e realizzato in collaborazione con i rapper Drake e Quavo.

## Tracce
- Download digitale

1. Bigger Than You (feat. Drake & Quavo) – 3:45

## Video musicale
Il video musicale è stato diretto da Nathan R. Smith.

## Classifiche
| Classifica (2018) | Posizione raggiunta |
| ----------------- | ------------------- |
| Stati Uniti       | 53                  |